# 奇異冒險
《奇異冒險》是一部2022年美國動畫奇幻冒險電影，由唐·霍爾執導，由奎元編劇，羅利·康利和珍妮佛·李監製，亨利·傑克曼擔綱音樂譜曲。電影由傑克·葛倫霍、賈布克·楊-懷特、加布里埃爾·尤尼恩、劉玉玲、丹尼斯·奎德擔任配音。劇情講述一個探險家組成的家族前往未知世界冒險，但一路上得先解決彼此間的分歧。本片同時是迪士尼動畫工作室首部公開LGBTQ主角的作品。
《奇異冒險》2022年11月15日於洛杉磯的埃爾卡皮坦劇院首映，2022年11月23日由華特迪士尼影業在美國上映。電影在影評界的評價褒貶不一，仍趨向正面，媒體和影評家稱讚電影的動畫視覺效果、配音、父子情感、傳遞環保與親情的訊息，但批評主題混亂與可預測的平淡情節；觀眾的反應則趨於兩極。失利的商業表現使其成為票房炸彈，外界預估迪士尼至少需賠上1億美元。電影本身也因為出現LGBT角色，在部分國家被退出影院上映。儘管大眾的反應不一，電影仍入圍第95屆奧斯卡金像獎最佳動畫片角逐名單，但最終未進入決選名單。

## 配音員
| 角色                          | 配音員            | 配音員                      | 配音員                                         | 配音員 |
| 角色                          | 美國              | 台灣                        | 香港                                           |        |
| ----------------------------- | ----------------- | --------------------------- | ---------------------------------------------- | ------ |
| 搜奇（Searcher Clade）        | 傑克·葛倫霍       | 王辰驊                      | 鄧肇基                                         |        |
| 伊森（Ethan Clade）           | 賈布克·楊-懷特    | 賈文安                      | 岑珈其                                         |        |
| 梅莉迪安（Meridian Clade）    | 加布里埃爾·尤尼恩 | 汪世瑋                      | 張國穎                                         |        |
| 莫總長（Callisto Mal）        | 劉玉玲            | 陳季霞                      | 黎燕珊                                         |        |
| 獵者（Jaeger Clade）          | 丹尼斯·奎德       | 康殿宏                      | 蕭徽勇                                         |        |
| 卡斯班（Caspian）             | 卡蘭·索尼         | 馬伯強                      | 張預東                                         |        |
| 朗尼瑞德謝（Lonnie Redshirt） |                   | 馬伯強                      | 吳劍雄                                         |        |
| 電台主持1（Radio Host #1）    | 阿蘭·圖代克       | 王希華                      | 吳劍雄                                         |        |
| 德佛（Duffle）                | 阿蘭·圖代克       | 張至超                      | 李家輝                                         |        |
| 卡迪茲（Kardez）              |                   | 張至超                      | 巫哲棋                                         |        |
| 羅利（Rory）                  |                   | 賴緯                        | 巫哲棋                                         |        |
| 迪亞佐（Diazo）               |                   | 賴緯                        | 黎榮業                                         |        |
| 波克（Pulk）                  |                   | 張乃文                      | 區靄玲                                         |        |
| 艾吉莫斯（Azimuth）           |                   | 林筱玲                      | 陳小芝                                         |        |
| 羅兒（Ro）                    |                   | 林筱玲                      | 蔡惠萍                                         |        |
| 電台主持2（Radio Host #2）    |                   | 馬至慧                      | 曾佩儀                                         |        |
| 沙頓（Sheldon）               |                   |                             | 馮錦堂                                         |        |
| 旁白（Narrator）              | 阿蘭·圖代克       | 姜先誠                      | 周志輝                                         |        |
|                               |                   | 謝文德 梁世達 韓卓軒 龍祥輝 | 何進順 劉敏之 梁克強 李潤知 郭偉倫 黎德龍 周樂 |        |

## 製作
2020年4月3日，宣布將於2022年末上映。2021年5月31日，試鏡開始，且製作於7月1日開始。隔月這部電影的暫定名稱為《Searcher Clade》。2021年12月8日，電影的官方發佈新標題《奇異冒險》（Strange World）。一天後，迪士尼正式宣布了這部電影，由唐·霍爾擔任導演，奎元擔任聯合導演兼編劇，羅利·康利擔任製片人。根據霍爾的說法，此部電影是對紙漿雜誌的致敬——這是20世紀上半葉用廉價木漿紙印刷的流行小說，是《奇異世界》的巨大靈感來源。
2022年6月8日，在預告片發布後，傑克·葛倫霍被宣佈為Searcher Clade的配音。
2022年6月17日，電影的其他主要演員陣容在法國安錫國際動畫影展上公佈，包括賈布克·楊-懷特聲演Ethan Clade、加布里埃爾·尤尼恩聲演Meridian Clade、劉玉玲聲演Callisto Mal、丹尼斯·奎德聲演Jaeger Clade 。

## 發行
《奇異冒險》於2022年11月23日在美國上映。本作也將是迪士尼首部採用全新的100週年紀念片頭標誌的院線電影。
由於迪士尼反對當地有關影院窗口的規定，該公司於2022年6月8日宣布，《奇異冒險》將不會在法國上映，而是在其他地區上映後直接上線於該地區的Disney+。

### 票房
本作在北美上映時，同期競爭電影尚有《鋒迴路轉：抽絲剝繭》、《決戰38度線》、《法貝爾曼》、《骨肉的總和》，截至2022年11月28日，《奇異世界》在美國和加拿大的票房收入為1930萬美元，在其他地區的票房收入為940萬美元，全球總票房為2870萬美元。在首週票房表現失利後，《綜藝》與《Deadline Hollywood》估計這部電影將讓製片廠損失1億至1.47億美元。幾家出版物將本片稱為票房炸彈，《好萊塢報導》評：「現代迪士尼動畫在感恩節主打中最糟糕的開盤」，《綜藝》稱其為「迪士尼災難等級的成果」。與其他迪士尼動畫電影相比，開盤成績不佳被歸咎於觀眾接受度不佳、口碑中等、概述缺乏原創以及營銷乏善可陳。

### 评价
爛番茄根據169條專業評論，本片獲得72%的新鮮度，平均得分6.3/10，該站超過500名認證觀眾投票獲得66%的分數，平均得分為3.6／5，但共計超過2500名觀眾給予本片的好評度為38%，均分2.4/5，網站影評家共識寫道：「《奇異冒險》在表现形式上是迪士尼的一个里程碑--但作为一种敘事的经验，这部令人眼花缭乱的动画冒险片几乎没有给观众带来任何前所未見的事物」。在Metacritic上，本片獲得65分。觀眾評價方面，接受CinemaScore調查的觀眾在A+至F的評分區間，給予本片「B」級的平均評分，PostTrak的問卷調查顯示82%的受訪觀眾給予本片正面評價，平均分數4/5，這同時是迪士尼自1991年發行動畫電影以來，首度出現CinemaScore評分低於A-至A+，成為該公司在CinemaScore最低分的動畫電影。
在互联网电影数据库（IMDB），《奇異冒險》的評分為5.6分（滿分10分）其中評分佔比前三名的分別是1分（22.9%）、6分（19.0%）、7分（15.6%）。

## 外部連結
- 互联网电影数据库（IMDb）上《奇異冒險》的资料（英文）
- Metacritic上《奇異冒險》的資料（英文）
- Box Office Mojo上《奇異冒險》的资料（英文）
- AllMovie上《奇異冒險》的资料（英文）
- 爛番茄上《奇異冒險》的資料（英文）
- 開眼電影網上《奇異冒險》的資料（繁體中文）
- 豆瓣电影上《奇異冒險》的資料 （简体中文）
- 时光网上《奇異冒險》的資料（简体中文）